# Цветинович-Грюнберг, Нина Алексеевна
Нина Алексеевна Цветинович-Грюнберг (4 февраля 1895, Санкт-Петербург — 23 июля 1978) — российский переводчик.
Происходила из сербского дворянского рода, представитель которого Николай Цветинович, полковник русской армии, в середине XVIII века обосновался в Новой Сербии. Троюродная племянница Николая Гарина-Михайловского. Была замужем за Леоном Борисовичем Грюнбергом (1883—1938), редактором и переводчиком; их дети — лингвист Александр Грюнберг-Цветинович и юрист Алексей Цветинович.
Окончила Ленинградский институт восточных языков (1924), где изучала турецкий, сербский и болгарский языки, затем училась там же в аспирантуре. Работала в Библиотеке Академии наук СССР в Ленинграде. В 1945—1955 гг. преподавала в Ленинградском университете.
Основной труд Цветинович-Грюнберг — перевод на русский язык собрания турецких народных сказок (1939, переиздание 1967, научная редакция Н. К. Дмитриева). Кроме того, она переводила и югославские сказки, выступив одним из составителей тома «Славянские сказки» (1956). Среди других переводов Цветинович-Грюнберг — пьеса Д. Добричанина «Улица Три соловья, 17», мемуарная книга А. Цесареца «Испанские встречи».